# 志澤
志澤（しざわ）は、小田原市に本拠を置き、神奈川県南西部で店舗展開していた地方百貨店。
「入船」を屋号としており、「入船志澤」との別名もあった。
1980年（昭和55年）8月1日に「緑屋」と合併して「西武クレジット」となった。

## 歴史・概要

### 創業から戦後の復活へ
志澤宏一が1933年（昭和8年）に日本橋富沢町14で「入船」の屋号で京呉服問屋「志澤商店」を創業したのが始まりである。
第2次世界大戦中の統制に伴って閉店し、1942年（昭和17年）4月6日に設立された「株式会社 辻新」の構成員として参画した。
その後「株式会社 辻新」も解散となり、小田原に疎開した。
志澤宏一が1947年（昭和22年）11月に小田原市緑町で「志澤呉服店」（初代・小田原店）を創業し、1949年（昭和24年）7月13日に資本金120万円で「株式会社志澤」を設立した。

### 大型店の出店と多店化
1956年（昭和31年）5月に資本金480万円に増資し、同年11月に地下1階・地上3階建て・延べ床面積1,782m2の店舗（2代目・小田原店）を新築し、1階が呉服・寝具売り場で2階が服地・洋品売り場、3階が食堂・遊技場・催事場の売り場構成で営業していた。
1959年（昭和34年）5月に4階を増築して延べ床面積2,129m2へ増床した。
1963年（昭和38年）11月に平塚市新宿南仲通1130に地下1階・地上7階建て店舗を新築し、6,032m2の百貨店を開業した。
1968年（昭和43年）9月に小田原市栄町1-5-10に（3代目）小田原本店を開店し、1972年（昭和47年）2月に厚木店を開店した。
伊勢丹が中核の「十一店会」に加盟していた。
1974年（昭和49年）3月29日に藤沢店が開店した。

### 西武百貨店との提携から閉店・消滅へ
1975年（昭和50年）8月に西武百貨店と提携し、西武百貨店が30％を出資した。
これに伴ってADOとの提携を解消し、西武百貨店が主催する「日本百貨店経営協議会」に加入した。
そして、戦後いち早く商業集積が形成されたことから一時は湘南地方一帯を対象として商圏人口約60万人とされていた平塚の商圏が近隣都市の商業の発展に伴って約35万人に減少したことから、1975年（昭和50年）10月に平塚店を閉店した。
さらに、1977年（昭和52年）4月には不採算店となっていた厚木店を閉店した。
また、1978年（昭和53年）3月に藤沢店を西友ストアーに移管し9月15日に「藤沢西武」として新装開店した。
1980年（昭和55年）8月1日に「緑屋」と合併して「西武クレジット」（後のクレディセゾン）となり、小田原店は1983年（昭和58年）に西武百貨店へ業務委託されて「志澤西武」となって、1991年度に売上高約120億円を上げた。
ところが、バブル崩壊などの影響も受けて1997年（平成9年）度には売上高が約60億円までに減少したことから、西武百貨店がクレディセゾンに契約解除を申し入れて、1998年（平成10年）8月に閉店することになった。
また、その間の1997年（平成9年）1月に藤沢西武も閉店しており、小田原店の閉店により当社が運営していた店舗は全て閉店となった。

## 年表
- 1933年（昭和8年）[15] - 志澤宏一が[15]日本橋富沢町14で「入船」の屋号で[16]京呉服問屋「志澤商店」を創業[11]。
- 1947年（昭和22年）11月[19]「志澤呉服店」（初代・小田原店）を創業[20]。
- 1949年（昭和24年）7月13日 - 資本金120万円で株式会社志澤を設立[21][1]。
- 1956年（昭和31年）
  - 5月 - 資本金480万円に増資[21]。
  - 11月 - 地下1階・地上3階建て・延べ床面積1,782m2の店舗（2代目・小田原店）を新築[15]。
- 1959年（昭和34年）5月 - （2代目）小田原店に4階を増築して延べ床面積2,129m2へ増床[15]。
- 1963年（昭和38年）11月 - 平塚市新宿南仲通1130に地下1階・地上7階建て店舗を新築し[18]、6,032m2の[15]百貨店を開業[18]。
- 1968年（昭和43年）9月 - 小田原市栄町1-5-10に（3代目）小田原本店を開店[1]。
- 1972年（昭和47年）2月 - 厚木市に厚木店を開業[1]。
- 1974年（昭和49年）3月29日 - 藤沢市に藤沢店を開業[23]。
- 1975年（昭和50年）
  - 8月 - 西武百貨店と提携し[24]、西武百貨店が30％を出資した[25]。
  - 10月 - 平塚店を閉店。
- 1977年（昭和52年）4月 - 厚木店を閉店[1]。
- 1978年（昭和53年）
  - 3月 - 藤沢店を西友ストアーに移管[24]。
  - 9月15日 - 旧藤沢店が「藤沢西武」"として新装開店[29][30]。
- 1980年（昭和55年）8月1日 - 「緑屋」と合併して「西武クレジット」（後のクレディセゾン）となる[14]。
- 1983年（昭和58年） - 小田原店が西武百貨店へ業務委託されて「志澤西武」となる[9]。
- 1997年（平成9年）1月 - 藤沢西武が閉店[8]。
- 1998年（平成10年）8月 - 小田原店が閉店[8][9]。

## かつて存在した店舗
- 志澤商店[11]（東京都中央区日本橋富沢町14[16]、1933年（昭和8年）開店[15]）

「入船」の屋号の京呉服問屋。
- 志澤呉服店（初代・小田原店）[20]（小田原市緑町[31]、1947年（昭和22年）11月開店[19]）

- （2代目）小田原店（小田原市緑町[15]、1956年（昭和31年）11月開店[15]）

地下1階・地上3階建て・延べ床面積1,782m2 → 地下1階・地上4階建て・延べ床面積2,129m2
- （3代目）小田原本店（小田原市栄町1-5-10[1]、1968年（昭和43年）9月開店[1] - 1998年（平成10年）8月閉店[8][9]）

売場面積約7,599m2
1983年（昭和58年）に西武百貨店へ業務委託されて「志澤西武」となった。
跡地は、小田原お堀端 万葉の湯が建設された。
- 平塚店（平塚市紅谷町3-16[10]（旧・平塚市新宿南仲通1130[18]）、1963年（昭和38年）11月開店[18] - 1975年（昭和50年）10月閉店[28]）

地下1階・地上7階建て、売場面積6,032m2
- 厚木店（厚木市中町3丁目4-22[32]、1972年（昭和47年）2月開店[1] - 1977年（昭和52年）4月閉店[1][33]）

敷地面積1,870m2、地下1階地上4階建て、延べ床面積9,156m2、売り場面積約4,107m2
神奈川県央地区で当時唯一の百貨店として開業したが、競合するスーパーとの競争に敗れて約5年で閉店となった。
- 藤沢店（藤沢市藤沢396-1[36]、1974年（昭和49年）3月29日開店[23] - 1978年（昭和53年）3月西友ストアーに移管[24] - 1997年（平成9年）1月閉店[8]）

敷地面積約2,200m2、地下2階・地上8階建て、売場面積13,392m2
1978年（昭和53年）3月に西友ストアーに移管し、同年9月15日に"藤沢西武"として新装開店し、西友百貨店事業部が運営した。藤沢西武は1991年（平成3年）度に売上高約122億円を上げたが、バブル崩壊などの影響も受けて1995年（平成7年）度には売上高が約96億円までに減少したことから1997年（平成9年）1月に閉店した。
店舗跡の土地建物の譲渡先が見つからなかったことから、建物は解体されることになった。解体後の同敷地に東京スター銀行などが入居するマンション併設の「クリオ藤沢駅前ビル」が建てられた。